# Colinas ciegas
Colinas ciegas (en chino: 盲山; pinyin: Máng shān) es una película china de 2007 dirigida y escrita por Li Yang. Es el segundo filme de este director, después de Mang jing (2003).

## Argumento
Ambientada a principios de los años 1990, la película narra la historia de Bai Xuemei, una joven recién graduada de la universidad tratando de encontrar un trabajo para ayudar a pagar la educación de su hermano. Con la promesa de un trabajo es llevada a una villa en las montañas Qinling en la provincia de Shaanxi, en donde es sedada y vendida como esposa a un granjero. Atrapada en un pueblo sumamente tradicional, la joven trata de escapar sin mucho éxito y continúa siendo abusada por su "marido" y sus padres.

## Reparto
- Huang Lu como Bai Xuemei: Una joven graduada de universidad que es vendida como esposa.
- Yang You'an como Huang Degui: El granjero que compra a Bai.
- Zhang Yuling como Ding Xiuying: La madre de Huang Degui.
- He Yunie como Huang Decheng: Un maestro en la aldea y primo de Huang Degui.
- Jia Yinggao como Huang Changyi: El padre de Huang Degui.
- Zhang Youping como Li Qingshan: Un niño que se hace amigo de Bai.

## Producción
La película fue financiada principalmente por donadores privados extranjeros. El elenco estaba formado por actores amateur con la excepción de Huang Lu, quien era una estudiante en la Academia de Cine de Pekín.
Antes de su lanzamiento, Colinas ciegas fue editada varias veces por el gobierno chino. Estos cortes fueron hechos para que se permitiera a la película competir en el Festival de Cannes.

## Recepción
Colinas ciegas fue una de las dos películas chinas que compitieron en el Festival de Cannes 2007 junto a Ye che de Diao Yinan, ambas compitiendo en la categoría Un Certain Regard, aunque ninguna de las dos se llevó el premio.
Mientras que la audiencia en Cannes ovacionó la película después de su presentación, la recepción por los críticos fue mixta. Ray Bennett de The Hollywood Reporter alabó el mensaje social y la belleza visual del filme y dijo que el director Li "obtiene actuaciones asombrosas de un elenco formado por actores locales, incluyendo una actuación muy creíble de parte de Huang Lu." En cambio, Derek Elley de Variety consideró que la historia era muy simple y que los personajes estaban poco definidos, por lo que "no hay apego emocional a la historia." Sin embargo, ambos críticos alabaron la fotografía de Lin Jong. La recepción en China fue mucho más positiva. Perry Lam, en la revista de Hong Kong Muse, escribió que "lo que hace a este filme tan angustioso y duro de ver es la determinación de dejarnos experimentar sin ningún barniz las profundidades de la desesperación de la heroína y el conocer todos los personajes que tuvieron un papel en su tragedia."
En 2008, la película ganó el Premio de Cine del Consejo de Europa, el cual es entregado en el Festival Internacional de Cine de Estambul a una película que promueva el interés por los derechos humanos y que ayude a un mejor entendimiento del significa de estos derechos.